# Człowiek w żelaznej masce

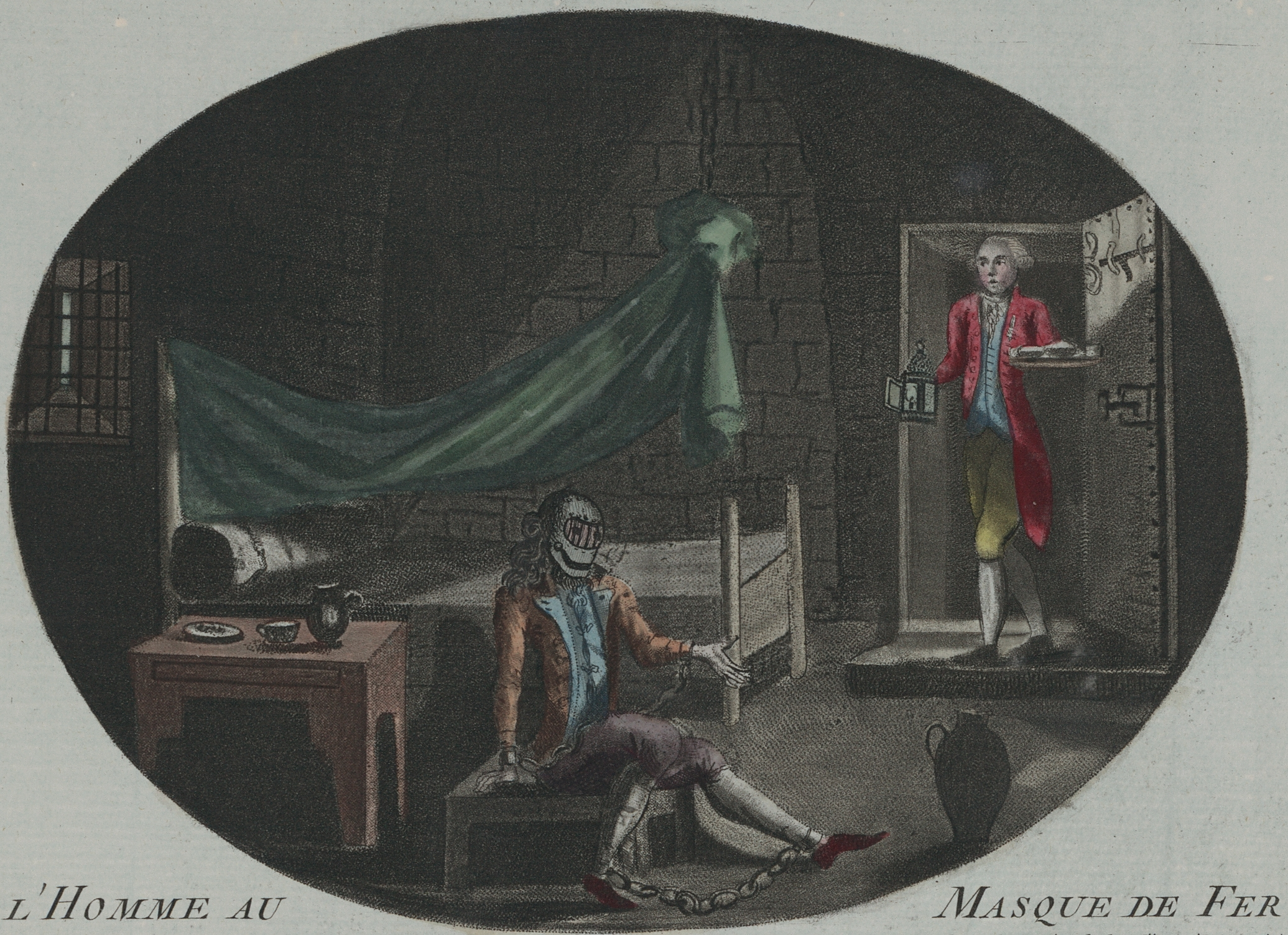
L'Homme au Masque de Fer, ilustracja z 1789 roku

Człowiek w Żelaznej Masce, fr. L'Homme au Masque de Fer, Żelazna Maska (zm. 19 listopada 1703) – postać autentyczna, więzień przetrzymywany w cytadeli na Wyspie Świętej Małgorzaty u południowych wybrzeży Francji, a następnie w Bastylii. Miał założoną na twarzy żelazną maskę, której pod karą śmierci nie wolno mu było zdejmować.

## Tożsamość
Tożsamość więźnia pozostaje nieznana. Rzekomo był to włoski dyplomata Marchiali. Natomiast według Woltera był to przyrodni starszy brat króla Ludwika XIV – jego ojcem miał być kardynał Jules Mazarin, a matką Anna Austriaczka, która notabene bardzo ceniła kardynała i ufała mu. Z kolei Alexandre Dumas (ojciec), w powieści Wicehrabia de Bragelonne pod żelazną maską ukrył brata bliźniaka króla Ludwika XIV, zmieniając nieco wersję Woltera.

## Życiorys
Człowiek w żelaznej masce miał zawsze tego samego strażnika – Bénigne Dauvergne de Saint-Mars. Miał wiele nazwisk. Został aresztowany pod nazwiskiem Eustachy Dauger. Zmarł 19 listopada 1703 w Bastylii pod nazwiskiem Marchialy. Tożsamość tego człowieka została dokładnie omówiona i była przedmiotem wielu książek. Zainteresowanie więźniem było tak wielkie, ponieważ nigdy nikt nie widział jego twarzy (oprócz komisji sędziowskiej; każdy z jej członków „zaginął” w niewyjaśnionych okolicznościach). Ludwik bardzo się postarał, aby osoba człowieka w żelaznej masce nie była znana. Według teorii pisarza i filozofa Woltera, opublikowanej w 1771 roku, więzień nosił żelazną maskę i był starszym bratem Ludwika XIV. Pod koniec 1840 roku pisarz Aleksander Dumas uznał, że więzień był zmuszony do noszenia żelaznej maski, będąc bratem bliźniakiem Ludwika XIV. Wszystkie fakty są znane z korespondencji jego strażnika i przełożonych w Paryżu.